# Cybergrind
Cybergrind é uma forma de grindcore, em que é tocado com bateria eletrônica programada, ou pickup, geralmente sendo extremamente veloz, com músicas que comumente não passam de 1 minuto. Algumas bandas além de usarem Bateria Eletrônica, também usam mais instrumentos da mesma linha, como guitarra e contra-baixo virtual. Há bandas que fazem suas músicas recortando partes de sons já existentes, entre outros processos de mixagem. As linhas de vocais no Cybergrind variam do scream ao gutural com o efeito Pitch Shifter. Algumas bandas chegam a usar samples para incrementar o seu som.

## Bandas do gênero
- Agoraphobic Nosebleed
- Eat A Suicide
- The Arcade Owned